# Pellucidomyia sambulena
Pellucidomyia sambulena är en tvåvingeart som först beskrevs av Meillon 1942.  Pellucidomyia sambulena ingår i släktet Pellucidomyia och familjen svidknott.
Artens utbredningsområde är Moçambique. Inga underarter finns listade i Catalogue of Life.